# Hochschule für Musische Künste Bratislava
Die Hochschule für Musische Künste Bratislava (Vysoká škola múzických umení v Bratislave (VŠMU)) ist eine öffentliche Hochschule in der slowakischen Stadt Bratislava.

## Geschichte
Die Akademie, die zuerst aus einer Fakultät Musik und Schauspiel bestand, wurde im Jahr 1953 geteilt. Der erste Rektor war Ján Strelec (1893–1975).  Rektorin ist seit 2015 Mária Heinzová.
Bekannte Lehrer an der Universität waren Alexander Moyzes, Ján Cikker, Frico Kafenda, Adolf Scherbaum, Eugen Suchoň und Václav Talich.
Teilweise werden auch Ausbildungen in englischer und deutscher Sprache angeboten, sodass auch fremdsprachige Studenten im Rahmen des Erasmus-Programms an der Ausbildung teilnehmen können. Daneben besteht noch eine Bibliothek.

## Fakultäten
- Musik und Tanz
- Schauspiel
- Film und Fernsehen

## Unterbringung
Die drei Fakultäten sind auf zwei denkmalgeschützten Gebäuden in Bratislava aufgeteilt:
Das Gebäude in der Zochova ulica ist seit 1986 der Sitz, es stammt vom Architekten Ignác Alpár aus dem Jahr 1895 und war ursprünglich ein französisches Realgymnasium. Früher wurde an verschiedenen Plätzen wie an der Štúrova, Kapitulská und der Panenská unterrichtet.
In der Innenstadt ist sie im Gebäude der mittelalterlichen Universitas Istropolitana beheimatet.

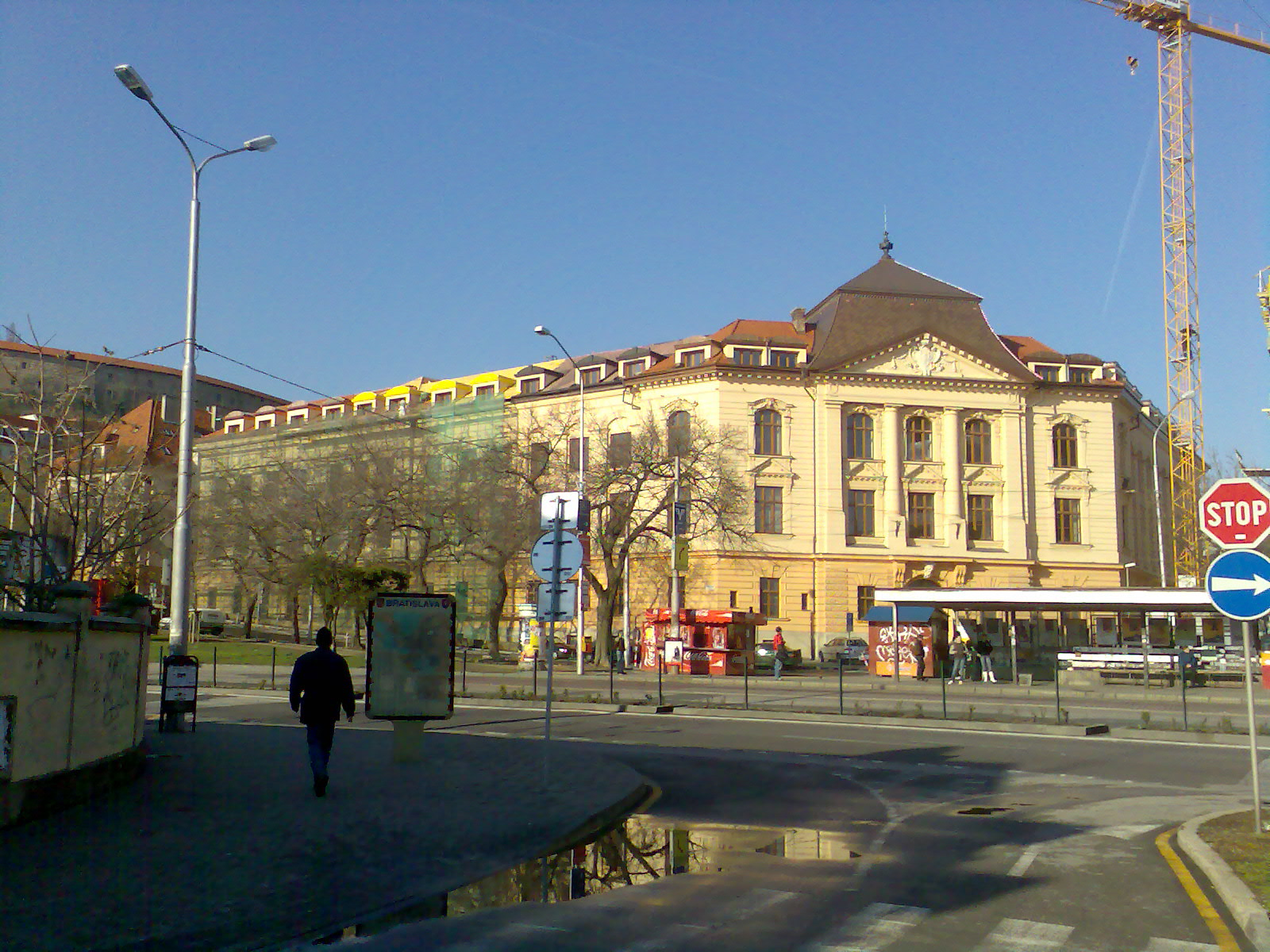
Akademie der Bildenden Künste in der Zochova ulica
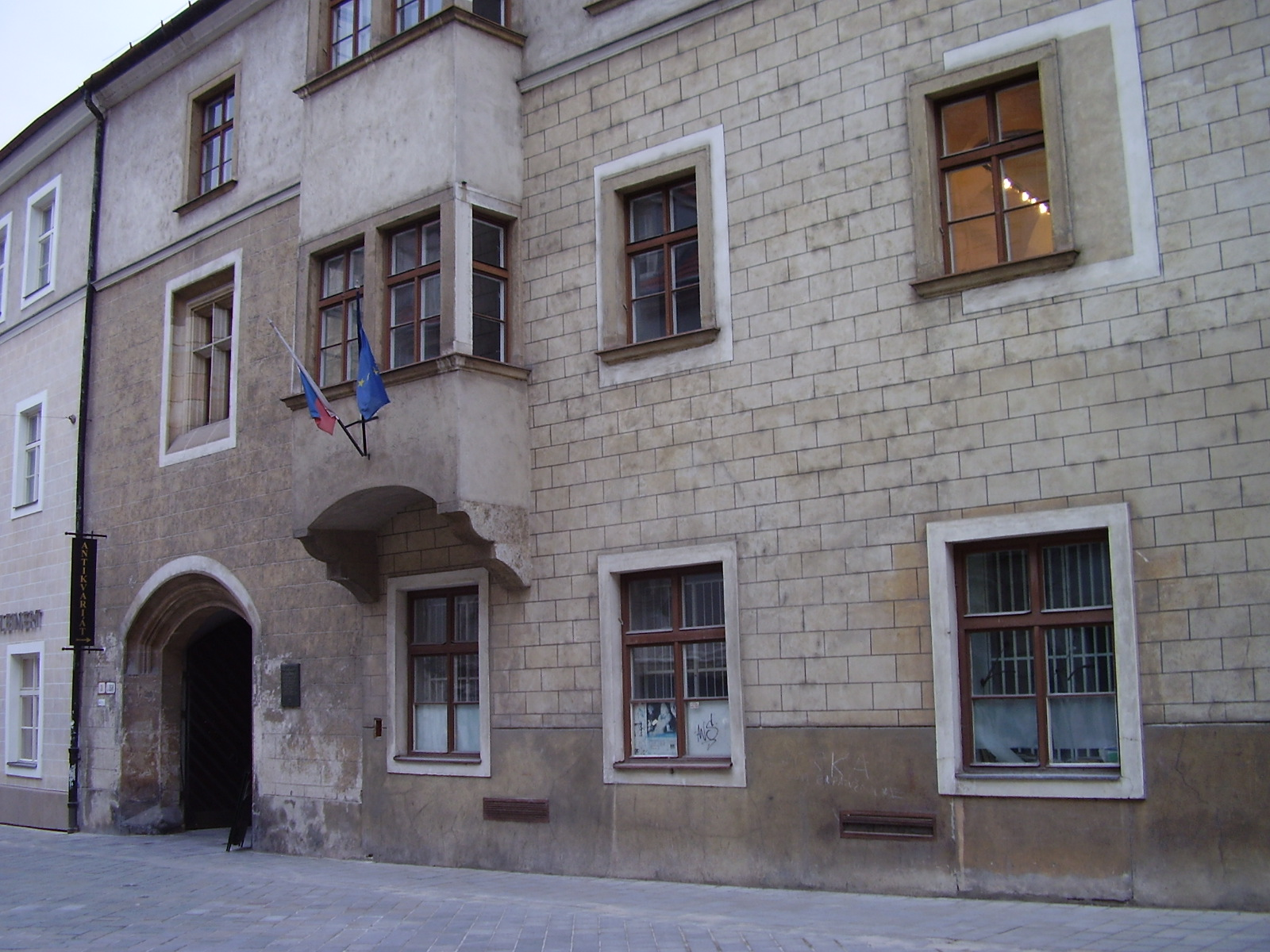
Gebäude in der Ventúrska mit der Schauspielfakultät
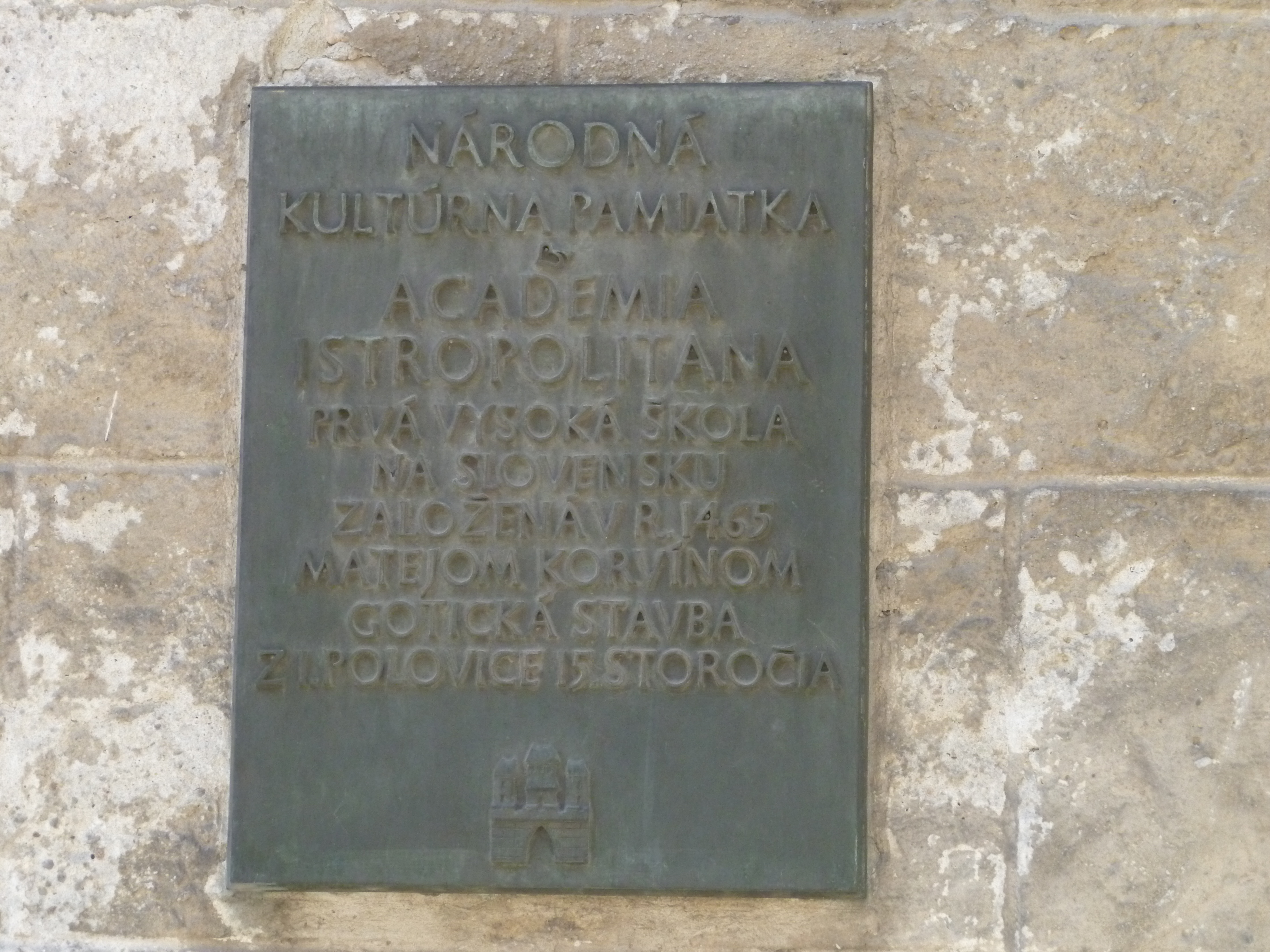
Gedenktafel in der Ventúrska

## Kooperationen
Die Akademie arbeitet schon lange Zeit eng zusammen mit der Janáček-Akademie für Musik und Darstellende Kunst Brünn (JAMU), der Akademie der musischen Künste in Prag (AMU), sowie mit der Hochschule für Musik und darstellende Kunst in Wien, der Hochschule für Musik Carl Maria von Weber Dresden und der Nationalen Musikakademie der Ukraine Peter Tschaikowski.
Durch die Öffnung im Jahr 1989 wurden die Kooperationen wesentlich verstärkt, wie mit Kunstakademien in Frankreich, Norwegen und Finland.

## Absolventen (Auszug)
- Ján Albrecht (1919–1996), Komponist und Musiklehrer
- Judit Bárdos (* 1988), Schauspielerin
- Vladimír Bokes (1946–2024), Komponist, Cellist, Musikpädagoge und Hochschullehrer
- Michal Dočolomanský (1942–2008), Film- und Theaterschauspieler
- Edita Gruberová (1946–2021), Opernsängerin (Sopran)
- Adriana Kučerová (* 1976), Opernsängerin (Sopran)
- Milan Lasica (1940–2021), Humorist, Dramatiker, Prosa-Schriftsteller, Liedtexter, Schauspieler, Regisseur, Moderator und Sänger
- Roman Luknár (* 1965), Schauspieler
- Lucia Popp (1939–1993), Opernsängerin (Sopran)
- Július Satinský (1941–2002), Autor, Schauspieler und Showmaster
- Emília Vášáryová (* 1942), Schauspielerin